# Шапіро Михайло Григорович
Шапіро Михайло Григорович (15 квітня 1908 — 26 жовтня 1971) — радянський кінорежисер, сценарист, редактор сценарного відділу кіностудії «Ленфільм».

## Життєпис
Народився в Катеринославі (нині м. Дніпро).
Вчився в Ленінградському технікумі екранного мистецтва (1925-1926), на кінофакультеті Ленінградського інституту історії мистецтв (1926-1928). 
Працював концертмейстером Ленінградського театру Пролеткульта.
У різні роки ставив спектаклі в оперних театрах країни. 
З 1928 року — режисер кіностудії "Совкино" ("Ленфільм"). 
У 1941-1942 — перекладач політуправління Ленінградського фронту.
У 1948-1953 роках — старший редактор сценарного відділу кіностудії «Ленфільм».
Помер в Ленінграді 26 жовтня 1971 року.

## Фільмографія
Режисер
- 1928 — Гімн про метал (документальний) (спільно. з Йосипом Хейфицем, Олександром Зархи, Володимиром Гранатманом)
- 1940 — Гарячі днинки (співрежисер)
- 1940 — 60 днів
- 1944 — Черевики (спільно з Надією Кошеверовою)
- 1947 — Попелюшка (спільно з Надією Кошеверовою)
- 1956 — Шукачі
- 1960 — Хлопці з Канонерського
- 1963 — Каїн XVIII (спільно з Надією Кошеверовою)
- 1966 — Катерина Измайлова

Сценарист
- 1928 — Місяць зліва
- 1930 — Є, капітане!
- 1944 — Черевики